# Cocoa West
Cocoa West statisztikai település az USA Florida államában, Brevard megyében. Lakosainak száma 5939 fő (2020. április 1.).

## Népesség
A település népességének változása:

| 2010 | 5 925 |
| 2020 | 5 939 |